# Mari-Jászai-Preis
Der Mari-Jászai-Preis (ungarisch Jászai Mari-díj) ist eine ungarische Auszeichnung für Schauspielkunst.
Er wurde durch das ungarische Parlament im Jahre 1953 eingeführt. Namensgeberin war die berühmte Schauspielerin Mari Jászai.

## Besonderheiten
Von 1955 bis 1976 war die Auszeichnung dreistufig, zuvor nur zweistufig. Er wurde jährlich meistens nur an zehn Personen verliehen. Seit 1976 ist der Preis einstufig, seit 1992 werden etwa 13 Personen ausgezeichnet.
1992 wurde der Mari-Jászai-Preis durch das ungarische Bildungsministerium wieder erneuert.

## Preisgeld
Das Preisgeld beläuft sich auf 200.000 Forint (ca. € 800). Seit 2004 ist das Preisgeld frei von jeglicher Besteuerung.